# Баскетбол на летней Универсиаде 1991
Баскетбольный турнир на летней Универсиаде 1991 проходил в Шеффилде со 14 по 25 июля 1991 года. Соревнования проводились среди мужских и женских сборных команд.
Чемпионом Универсиады среди мужчин стала американская сборная, среди женщин победу также праздновали американки.

## Медальный зачёт
| Место | Страна  | Золото | Серебро | Бронза | Всего |
| ----- | ------- | ------ | ------- | ------ | ----- |
| 1     | США     | 2      | 0       | 0      | 2     |
| 2     | Канада  | 0      | 1       | 1      | 2     |
| 3     | Испания | 0      | 1       | 0      | 1     |
| 4     | СССР    | 0      | 0       | 1      | 1     |

## Медалисты
|         | Золото | Серебро | Бронза                                                              |
| Женщины | США · Керри Баском · Рути Болтон · Карен Букер · Линда Годби · Дина Хэд · Дэйл Ходжес · Кэролин Джонс · Лиза Лесли · Сьюзи Макконнелл · Джуди Мосли · Дон Стэйли · Кэти Стединг · Тренер — Тара ван Дервир          | Испания · Пилука Алонсо · Ана Альваро · Бланка Арес · Карлота Кастрехана · Элизабет Цебриан · Марина Феррагут · Маргарита Гейер · Патрисия Эрнандес · Моника Месса · Каролина Мужика · Моника Пулгар · Алмудена Вара · Тренер — Схема Буцета | Канада                                                              |
| Мужчины | США · Эрик Андерсон · Алекс Блэкуэлл · Калберт Чини · Хуберт Дэвис · Джош Грант · Бобби Хёрли · Эрвин Джонсон · Адонис Джордан · Джордж Линч · Шон Миллер · Родни Роджерс · Лютер Райт · Тренер — Пи Джей Карлесимо | Канада · Джоэй Виккери · Фил Стюарт · Фил Диксон · Том Джонсон · Алекс Уросевич · Рон Путци · Барри Беккадам · Тэд Бирн · Мартин Кин · Эндрю Стейнфелд · Скотт Петтерсон · Спенсер МакКэй · Тренер — Джерри Хеммингс                         | СССР · Андрей Бережинский · Сергей Смагин · Тренер — Геннадий Защук |